# Mandy van den Berg
Mandy van den Berg (født 26. august 1990) er en nederlandsk fodboldspiller, der spiller som forsvarer for klubben PSV Eindhoven og Hollands landshold. Hun har tidligere spillet i Eredivisie Vrouwen for ADO Den Haag, for Vittsjö GIK i den svenske Damallsvenskan og for LSK Kvinner FK i den norske Toppserien.